# Robert Ingersoll Aitken

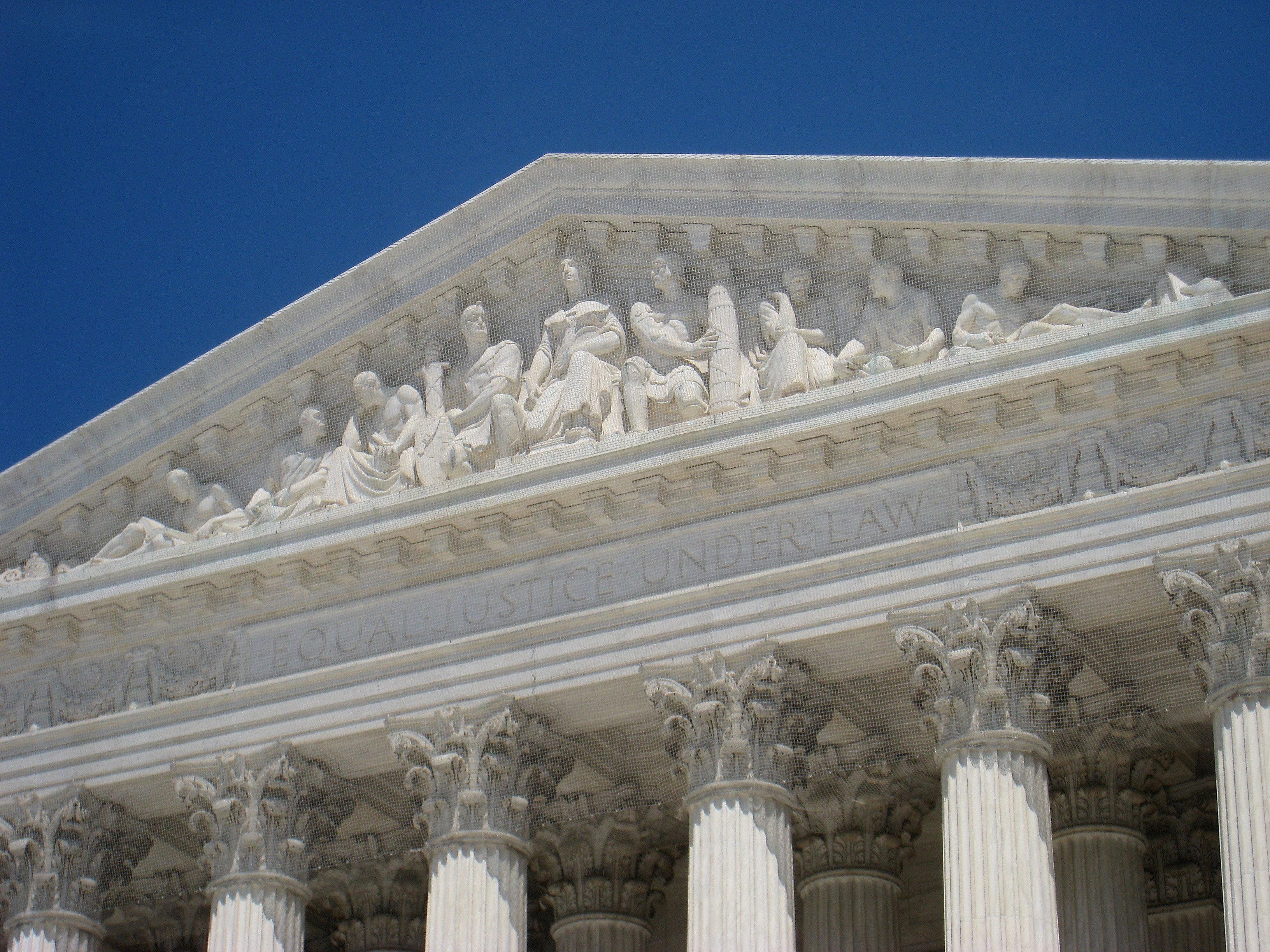
Equal Justice Under Law, o frontão oeste da Suprema Corte dos Estados Unidos, em Washington, D.C., esculpido por Robert Aitken.

Robert Ingersoll Aitken (8 de maio de 1878 – 3 de janeiro de 1949) foi um escultor americano. Possivelmente sua obra mais famosa é o frontão oeste (West Pediment) do Prédio da Suprema Corte dos Estados Unidos, em que se lê a inscrição "Equal Justice Under Law".

## Vida e carreira

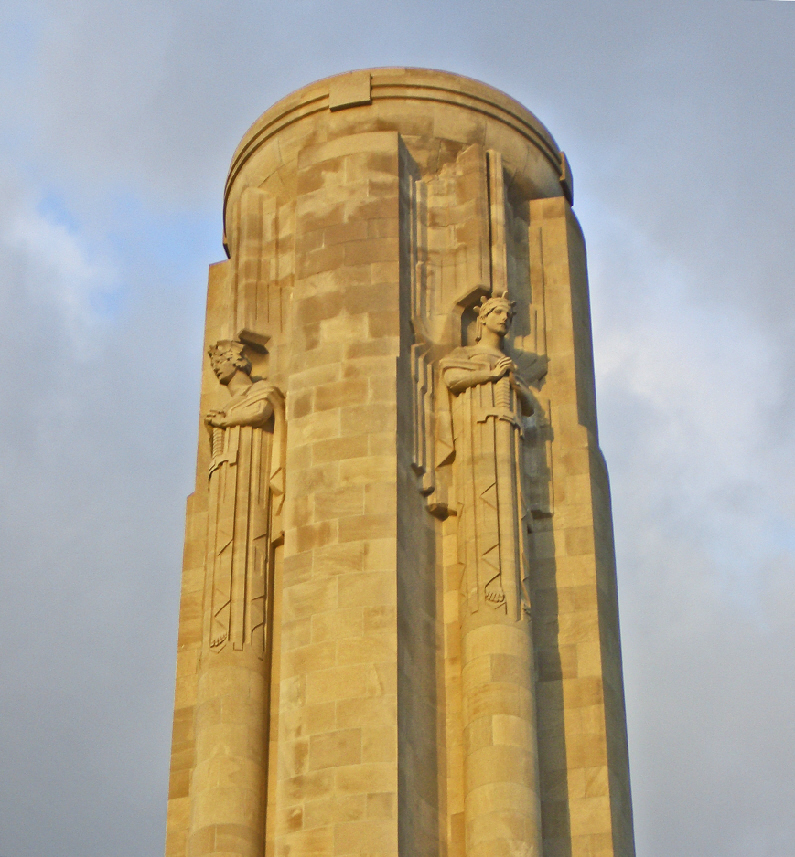
Detalhes esculturais no topo da coluna de 66 m do Liberty Memorial em Kansas City, Missouri.

Nascido filho de Charles H. Aitken e Katherine A. Higgens em São Francisco, Califórnia, Aitken estudou ali no Mark Hopkins Institute of Art (também chamado California School of Design, hoje San Francisco Art Institute) com Douglas Tilden. De 1901 a 1904 foi instrutor no Instituto.
Nesse período, em 1900 Aitken elaborou a bandeira municipal original de São Francisco; o desenho foi utilizado de 1900 até o início da década de 1920.
Em 1903, esculpiu a figura da Vitória para o topo do Dewey Monument, ainda hoje em Union Square, São Francisco.
Em 1904, Aitken esculpiu uma estátua de 4,6 metros (15 pé) de altura, representando a República, para o William McKinley Memorial, que ainda se encontra no Panhandle Park de São Francisco.
Em 1904, mudou-se para Paris para prosseguir os estudos. Voltando depois a Nova Iorque, foi instrutor na Art Students League. Eleanor Mary Mellon esteve entre seus alunos.
Entre suas obras destacam-se a fonte “Science” (Ciência) e as estátuas “Great Rivers” no Capitólio Estadual do Missouri; a estátua “Iron Mike” em Parris Island, Carolina do Sul, além de várias esculturas militares em West Point e no Temple of Music; e trabalhos para o Liberty Memorial em Kansas City, Missouri. Aitken também produziu a “Fountain of Earth” para a Exposição Panamá-Pacífico em São Francisco.
Talvez a obra mais conhecida de Aitken seja o frontão oeste do prédio da Suprema Corte dos Estados Unidos, com a inscrição "Equal Justice Under Law". A escultura, acima da entrada do edifício, mostra nove figuras — a deusa Liberdade cercada por alegorias de Ordem, Autoridade, Conselho e Pesquisa. Essas figuras alegóricas, na verdade, retratam pessoas que participaram da criação do prédio. O próprio Aitken aparece sentado à esquerda de Liberdade, junto ao Chefe de Justiça Charles Evans Hughes. Muitas de suas peças foram esculpidas pelos Piccirilli Brothers, inclusive as do National Archives Building.
Aitken causou polêmica ao criticar a disposição e localização da Vênus de Milo. Seu trabalho foi incluído no evento de escultura na competição de arte dos Jogos Olímpicos de Verão de 1928.

## Desenhos de medalhas e moedas

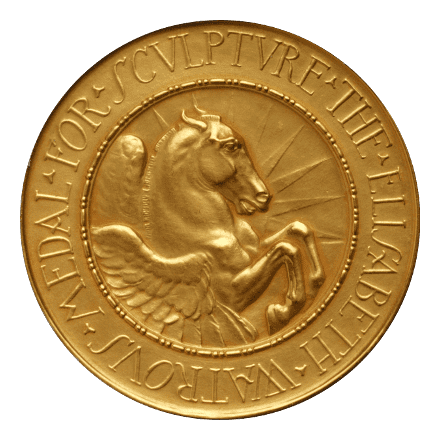
Medalha Elizabeth Watrous para Escultura, encomendada pela Academia Nacional de Desenho em 1914.

Aitken também teve sucesso como designer de moedas e medalhas. Ele esculpiu a moeda comemorativa de $50 de ouro da Panama-Pacific (tanto a versão redonda como a octogonal) para a Exposição Panamá-Pacífico de 1915, além da medalha oficial do evento. Criou ainda a Moeda comemorativa do centenário do Missouri de meio dólar (1921) e, cerca de quinze anos mais tarde, a Moeda de meio dólar da California Pacific International Exposition (1935–1936). Em medalhas, concebeu a medalha da visita do marechal Foch aos Estados Unidos, encomendada pela American Numismatic Society em 1921; o 15º exemplar da Society of Medalists, Omnia Vincit Amor (1937); além das medalhas da National Academy of Design e da National Sculpture Society.